# Љубожда
Љубожда (алб. Lubozhdë) је насеље у општини Исток на Косову и Метохији, Србија.

## Демографија
Насеље има албанску етничку већину, у селу живе 13 српских повратничких породица која су се вратила у марту 2017 године.
Број становника на пописима:
- попис становништва 1948. године: 612
- попис становништва 1953. године: 743
- попис становништва 1961. године: 887
- попис становништва 1971. године: 1 083
- попис становништва 1981. године: 1 352
- попис становништва 1991. године: 1 525